# Zec Collin
Le zec Collin une zone d'exploitation contrôlée située dans le territoire non organisé de Lac-Matawin, en Matawinie (municipalité régionale de comté), dans la région administrative de Lanaudière, au Québec, au Canada.
Cette zec est administrée par "Association chasse et pêche Collin Inc". L'économie de la zone est basée sur la foresterie et les activités récréo-touristiques.

## Géographie
La zec Collin occupe une superficie de 427 km2 à l'intérieur du territoire non organisé de Lac-Matawin. Son territoire est entièrement en milieu forestier.
La zec Collin est bordé à l'ouest par la Réserve faunique Rouge-Matawin, laquelle est située au nord du parc national du Mont-Tremblant. La zec Boullé est située au nord-ouest de la zec Collin. Du côté sud, la zec Collin est séparée de la zec Lavigne par un étroit corridor où coule vers l'est la rivière Matawin Ouest. La limite sud de la zec Collin est située tout près de la rivière Matawin Ouest et à une dizaine de kilomètres au nord-ouest de Saint-Michel-des-Saints, dans la région administrative de Lanaudière.
Le territoire de la Zec comporte deux zones reliées ensemble par une bande étroite. Le poste d'accueil de la zec est située dans la zone nord de son territoire, près de l'embouchure de la rivière Matawin laquelle traverse le territoire en direction sud-est.

## Toponymie
La dénomination « zec Collin » tient son origine du lac Collin. Ce lac s'étend dans le secteur sud de la zone d'exploitation contrôlée (Zec). Tiré d'un patronyme local, le nom de ce plan d'eau est mentionné en 1888 sur une carte du canton de Brassard.
Le toponyme « zec Collin » a été inscrit le 5 décembre 1982 à la Banque des noms de lieux de la Commission de toponymie du Québec.

## Chasse et pêche
Située dans une des régions les plus giboyeuses du Québec, la zec Collin est peuplée d'orignaux, d'ours noirs et de petits gibiers. Dans ses nombreux cours d'eau foisonnent de grands brochets, touladis, dorés jaunes, achigans et ombles de fontaine.
La zec Collin aménagera en 2014 et 2015 des frayères à omble de fontaine dans les lacs Berceuse, Caché, Clair, Conscrit, Cornemuse, Desève, Froid, de la Hauteur et du Milieu. Ce projet a été rendu possible grâce à une subvention de Pêches et Océans Canada. Cet aménagement vise à accroitre le nombre de frayères à omble de fontaine dans ces lacs, afin d’augmenter le taux de survie des œufs d’ombles de fontaine et de diminuer les frais reliés à l’ensemencement.
Grâce à une subvention de la Fondation de la faune du Québec, les lacs Alfred, Liliane, Riter, Roche, Vasar, Vert et Yvette seront également étudiés afin d’évaluer les besoins en frayères pour l’omble de fontaine et les travaux nécessaires en aménagement de frayères pour augmenter les rendements naturels.

## Huardière
Depuis 1973, le département des sciences biologiques de l'UQAM offre des cours sur le terrain aux étudiants du baccalauréat en biologie et du certificat en écologie. Depuis l’été  1983, ces cours se donnent à la station écologique de la Huardière à Saint-Michel-des-Saints. La station est construite sur le territoire de la ZEC Collin au bord du Lac Lusignan et comprend un ensemble de salles de travail et de locaux d’hébergement. Le territoire de la ZEC constitue un site idéal d’étude écologique dans le domaine de l’érablière à bouleaux jaunes tant du côté animal, que végétal ou aquatique.